# Sylvie Milhaud
 (août 2017).
Si vous disposez d'ouvrages ou d'articles de référence ou si vous connaissez des sites web de qualité traitant du thème abordé ici, merci de compléter l'article en donnant les références utiles à sa vérifiabilité et en les liant à la section « Notes et références ».
 (août 2017).
- Si vous ne connaissez pas le sujet, laissez ce bandeau (vous pouvez alors contacter les auteurs).
- Si vous supprimez le contenu mis en cause (vous pouvez préalablement contacter les auteurs),

argumentez précisément cette suppression dans la page de discussion
(un manque de référence n'est pas un argument ; une recherche réelle de référence doit avoir été effectuée, être formellement documentée).
Pour les articles homonymes, voir Milhaud.
Sylvie Milhaud, née en 1951 à Grenoble, est une actrice française de cinéma, de télévision et de théâtre.

## Biographie
Après des études de lettres, durant lesquelles elle fait beaucoup de théâtre amateur au lycée et dans les maisons des jeunes et de la culture, elle est admise au conservatoire de Grenoble. Elle est remarquée par Georges Chamarat qui lui conseille de se présenter au concours du conservatoire de Paris. Elle obtient une bourse et joue le rôle de l'hôtesse dans la pièce Boeing Boeing, expérience qui la déçoit. Robert Guez l'y remarque et lui propose de donner la réplique à Pierre Fresnay à la télévision dans Les Écrivains (1973). Au conservatoire, elle admet que le seul professeur qui l'ait enrichie est Pierre Debauche.
Cela lui ouvre les portes de la profession et le réalisateur François Dupont-Midy qui lui propose le premier rôle du feuilleton Valérie, tourné en couleurs, avec comme partenaires Gisèle Casadesus, Guy Chapelier, Bérangère Dautun, Georges Staquet, Gérard Barray et Denis Savignat. Composé de 40 épisodes, le feuilleton remporte un vif succès lors de sa diffusion du 26 juin au 10 août 1974. Sylvie Milhaud est découverte par le grand public et fait l'objet d'une couverture et d'une interview par Télé Poche dans son numéro 440 du 17 juillet 1974. Elle déclare se sentir très différente de son personnage de Valérie Guernois de Saint-Arnaud : « Je trouve qu'elle a toujours une attitude passive et négative qui ne me plaît pas ». Sylvie Milhaud se méfie aussi de cette popularité soudaine : « Je ne vais pas accepter de faire n'importe quoi, Je préfère abandonner le métier. J'y ai déjà songé ».
En 1975, elle tourne son premier rôle au cinéma dans La Soupe froide de Robert Pouret. Elle décide ensuite pour faire oublier son personnage de Valérie de se consacrer au théâtre. Elle n'aime pas le théâtre de boulevard après l'expérience Boeing Boeing. Parmi ses pièces, citons Kliniken, Silures, Les Sacrifiés, Le deuil sied à Électre, Spectacle Fassbinder, Roberto Zucco, La Maman et la Putain, Des souris et des hommes.
En 1980, elle retrouve la télévision avec Aéroport : Transit Hôtel de Jean-Louis Colmant. On la remarque ensuite dans un téléfilm en deux parties, La Vie de Marianne (1995) de Benoît Jacquot, aux côtés de Virginie Ledoyen. Dans les années 1990 elle devient actrice permanente au Théâtre national de Strasbourg.
Au cinéma, elle tourne aussi Toute une nuit (1982), Le Voyage d'hiver (1984), Just Friends (1993), Le Cri de la soie (1996), Un monde presque paisible (2002), Voici venu le temps (2005). Mais c'est à la télévision, aux côtés de Bernard Le Coq, qu'elle trouve son plus beau rôle, celui de Sophie dans La Fuite de Monsieur Monde (2004) de Claude Goretta.

## Filmographie

### Cinéma
- 1975 : La Soupe froide de Robert Pouret : Sarah
- 1982 : Toute une nuit de Chantal Akerman
- 1984 : Le Voyage d'hiver de Marian Handwerker : Hélène
- 1993 : Just Friends : Anita
- 1996 : Le Cri de la soie : Jeanne Davenne
- 2002 : Un monde presque paisible : Madame Sarah
- 2005 : Voici venu le temps d'Alain Guiraudie : Gala Lomadis

### Télévision
- 1973 : Les Écrivains : Béatrice
- 1974 : Valérie de François Dupont-Midy : Valérie
- 1980 : Aéroport : Transit Hôtel : Corina
- 1980 : Les Amours des années folles : Lydia
- 1981 : Minitrip : Annie
- 1995 : La Vie de Marianne : Madame de Miran
- 2004 : La Fuite de Monsieur Monde de Claude Goretta : Sophie
- 2005 : Engrenages (1 épisode)

## Théâtre
- 1974 : Le Réseau de la veuve noire de Xavier Pommeret, m.e.s Pierre Vial
- 1975 : Un jeu d’enfants de Martin Walser, m.e.s Maurice Attias
- 1975 : Jésus II de Joseph Delteil, m.e.s Jacques Échantillon
- 1976 : Monsieur Jean de Roger Vailland, m.e.s Pierre Debauche
- 1977 : Le Bourgeois Schippel de Carl Sternheim, m.e.s Philippe van Kessel
- 1980 : Créanciers d'August Strindberg, m.e.s Philippe Sireuil
- 1983 : La Neige ou le Bleu d'Henri-Alexis Baatsch, m.e.s Georges Lavaudant
- 1983 : De la représentation, conception Jacques Blanc
- 1983 : Les Céphéides de Jean-Christophe Bailly, m.e.s Georges Lavaudant
- 1984 : Dans la jungle des villes de Bertolt Brecht, m.e.s Philippe Sireuil
- 1985 : Notre Sade de Michèle Fabien, m.e.s Marc Liebens
- 2006 : Silures d'après Samuel Taylor Coleridge, m.e.s Jean-Yves Ruf
- 2007 : Crises (Kliniken) de Lars Noren, théâtre des Amandiers à Nanterre
- 2009 : La Mouette d'Anton Tchekhov, m.e.s. Françoise Courvoisier
- 2011 : J'aurais voulu être égyptien d'après le roman Chicago d'Alaa al-Aswany, théâtre des Amandiers à Nanterre
- 2011 : Ithaque de Botho Strauss, m.e.s Jean-Louis Martinelli, théâtre des Amandiers à Nanterre
- 2013 : Phèdre de Jean Racine, m.e.s Jean-Louis Martinelli, théâtre des Amandiers à Nanterre
- 2015 : Mickey le Rouge de Tom Robbins, m.e.s. Thomas Condemine
- 2015 : Farben (Règles pour le jeu) de Mathieu Bertholet, m.e.s. Véronique Bellegarde, Théâtre de la Tempête à Paris